# Catharsis (groupe russe)
Pour les articles homonymes, voir Catharsis (homonymie).
Catharsis est un groupe de power metal symphonique russe, originaire de Moscou.

## Biographie
Catharsis est formé en 1996 par le guitariste Igor Polakov et le chanteur Sergey Bendrikov. À ses débuts, Catharsis joue du death/doom metal, puis du power metal symphonique sur son premier album Febris Erotica (1999).
En 2001 est publié l'album Dea sur lequel le groupe fait participer le groupe de power metal finlandais Nightwish à Moscou. A cette période, la situation se dégrade au sein du groupe, et au début de 2002, le groupe se sépare du guitariste Anthony Arikh, et du batteur Vladimir Muchnov. En 2002, le groupe recrute Oleg « Mission » Mishin, guitariste et flutiste, pour les deux prochains albums du groupe : Imago (2002) et Wings (Kryl'Ya) (2005).
En septembre 2010, le groupe termine l'enregistrement d'un nouvel album. Le 3 octobre 2010, le groupe donne un concert à Saint-Pétersbourg (partie intégrante du Shining Tour), où il joue la chanson Триста лет полета. Le 16 octobre 2011 , le groupe célèbre son quinzième anniversaire. Le 1er septembre 2012 sort un nouveau DVD du groupe, intitulé 15 лет полёта. En juin 2013, le groupe prend part à un festival à Arkhangelsk.

## Membres

### Membres actuels
- Oleg « Mission » Mishin - guitare, flute
- Oleg Zhilyakov - chant
- Igor « Jeff » Polyakov - guitare
- Aleksandr Timonin - basse
- Julia Red - claviers
- Anatoliy Levitin - batterie

### Anciens membres
- Sergey « Immortal » Bendrikov - chant (1997-1998)
- Andrey Kapachov - chant (1999)
- Andrey Bartkevitch - chant (1999)
- Anthony Arikh - guitare (1997-2002)
- Tatiana Korablina - claviers, chant (1997-1998)
- Alexandra Abanina - claviers, chant (1998)
- Alexey « Cry » Kraev - basse (1998)
- Roman Senkin - basse (ex-End Zone, Scrambled Defuncts) (1999)
- Vadim Bystrov - basse (2000)
- Vladimir Muchnov - batterie (1997-2002) (ex-Ens Cogitans, ex-Southwake, BeZumnie Usiliya)
- Andrey Ischenko - batterie (ex-End Zone, Scrambled Defuncts) (2002)

## Discographie
- 1997 : Child of Flowers
- 1998 : Proles Florum
- 1998 : Imago, The Story: Part One
- 1999 : Taedium Vitae
- 1999 : Febris Erotica
- 2001 : Dea
- 2004 : Dea&Febris Erotica
- 2002 : Imago (anglais et russe)
- 2003 : Prima Scriptio
- 2004 : Eerie Light
- 2005 : Wings (Kryl'Ya)
- 2005 : Verni Im Nebo (DVD et CD live)
- 2010 : Inoy